# Louis Rousseau de Saint-Aignan
Pour les articles homonymes, voir Rousseau et Saint-Aignan.
Pour les autres membres de la famille, voir Famille Rousseau de Saint-Aignan.
Louis Rousseau de Saint-Aignan, né le 10 février 1767 et mort le 1er avril 1837 à Nantes, est un militaire et un homme politique français, maire de Nantes de 1816 à 1819, député de la Loire-Inférieure sous la Restauration et la Monarchie de Juillet, membre de la Chambre des pairs à partir de 1832.

## Biographie

### Origines et famille
Louis Rousseau de Saint-Aignan est le fils de Jean-Louis Rousseau, seigneur de Saint-Aignan, de La Forest, de Bessons, de Jasson et de Malnoë, et de Louise de Pontual. Il est issu d'une famille bourgeoise de Normandie.
Son frère Auguste fait une carrière diplomatique (ambassadeur en Saxe et en Suisse).
Il épouse une cousine, Marie-Henriette Juchault de la Moricière, tante du général Christophe Louis Léon Juchault de Lamoricière. Ils seront les parents de la poétesse Julie Rousseau de Saint-Aignan et les beaux-parents de Hippolyte Rousselot de Saint-Céran.

### Débuts
Formé à l'École militaire de Paris, il devient officier en 1785. Il fit partie, en 1785, du régiment du roi, et fut blessé à l’affaire de Nancy (1789) en défendant son colonel.
Il émigre vers 1790 et se met au service de Condé, puis s'installe en Suisse. Il rentre clandestinement sous le Directoire puis se fait rayer de la liste des émigrés. Il reste à l’écart de la vie publique jusqu’au début de la Restauration.
Il est dans un premier temps maire de Saint-Aignan de Grand Lieu de 1809 à 1815.

### Maire de Nantes (1816-1819)
À la suite de la démission de François-Marie-Bonaventure du Fou, il est sollicité par le préfet de Brosses pour occuper le poste de maire de Nantes. Ayant fini par accepter, il est nommé le 29 août 1816 et installé le 30. Ses adjoints sont : Gaspard Barbier, député, Roger de La Mouchetière, François de La Rochefoucauld (propriétaires), Louis-Hyacinthe Levesque, Alexandre Petit des Rochettes (négociants). Parmi les conseillers, on trouve notamment : Thomas Dobrée, Georges Law de Lauriston, Arnaud de Cornulier, Louis Bureau.
Un nouvel architecte-voyer apparaît en remplacement de Mathurin-Michel Peccot : Félix-François Ogée fils.
Le 14 juillet 1819, Louis Rousseau de Saint-Aignan est remplacé par Louis-Hyacinthe Levesque, dont l’installation a lieu le 24 juillet.

### Préfet et député (1819-1832)
Le même jour, Louis Rousseau de Saint-Aignan devient préfet des Côtes-du-Nord, puis président du collège électoral de Loire-Inférieure. Il est élu député de la Loire-Inférieure en mars 1819, dans le collège départemental. Il est remplacé comme maire par Louis-Hyacinthe Levesque. Il est réélu député de la 1re circonscription (Nantes) en 1821. Se positionnant à la gauche de l'assemblée, il perd son mandat de préfet. Il est battu aux élections législatives de février 1824, mais remporte celles de novembre 1827. Toujours libéral, il vote l'Adresse des 221. Il est réélu le 23 juin 1830 contre Laënnec.
Peu après la révolution de Juillet 1830, soutenant le nouveau régime, il est nommé préfet de la Loire-Inférieure en même temps que Philippe-René Soubzmain devient maire de Nantes à la place de Louis-Hyacinthe Levesque. Il abandonne son siège de député en octobre 1830.

### Pair de France (1832-1837)
En novembre 1832, cessant d'être préfet, il devient membre de la Chambre des pairs et siège dans la majorité gouvernementale jusqu'à sa mort.

## Décorations
- Chevalier de l'ordre royal et militaire de Saint-Louis[10]

## Hommages

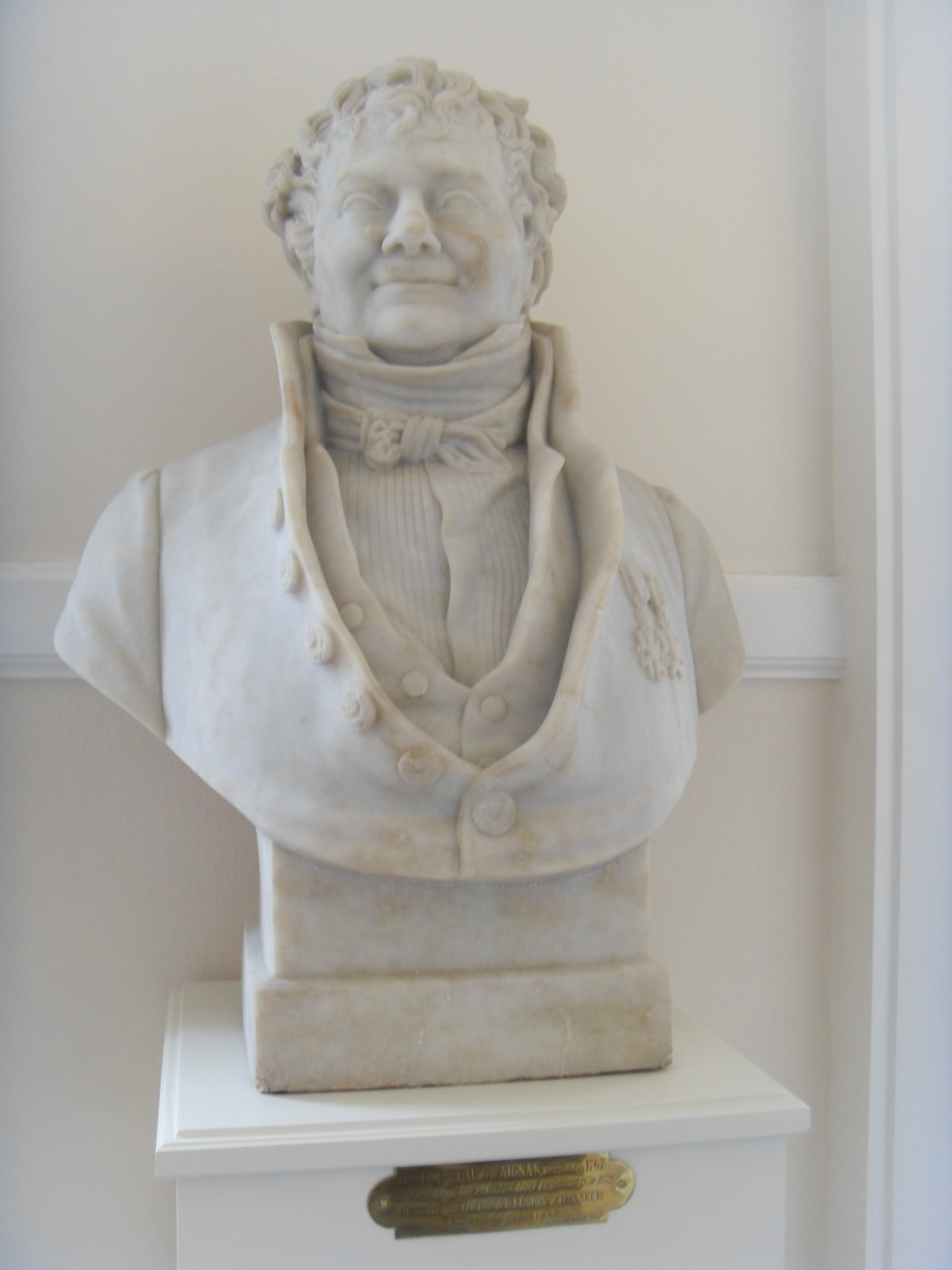
Buste représentant Rousseau de Saint-Aignan, dans l'hôtel de ville de Nantes.

- À Nantes, le boulevard Saint-Aignan a été baptisé ainsi en son honneur.

## Liens